# Nápoly és Szicília uralkodóinak listája
Az alábbi táblázat a Szicíliai Királyság és Nápolyi Királyság uralkodóinak névsorát tartalmazza. A mai Olaszország déli részén elterülő történelmi állam 1130-ban jött létre, és egészen az olasz egységmozgalom, a  risorgimento sikeréig, azaz Itália egyesítéséig, 1860-ig fennmaradt.

## Története és királyai
Nápoly és Szicília ezen intervallumban többször is különvált, mégis az olasz egyesülés előtti történelmük miatt összefonódik a két történelmi állam története. Az Anjouk háborúba keveredtek Aragónia uralkodóival a területek birtoklásáért, és 1282-ben az aragón uralkodók szerezték meg Szicília irányítását, amikortól is az addig egységes királyság két részre vált. Végül 1442-ben Nápoly trónja is az ibériai uralkodók kezére került, de egészen 1816-ig a Szicíliai Kettős Királyság létrejöttéig önálló állami életet élt a két utódállam.
Szicília 1412-től 1713-ig, míg Nápoly 1504-től 1707-ig áll perszonálunióban az Aragóniai Királysággal. Rövid átmenet után 1734-től 1806-ig a spanyol Bourbonok egyik önálló ága uralkodott mindkét királyságban. A napóleoni háborúk során rövid ideig megint különváltak, végül 1816-tól formálisan is egyesültek, teljes állami megszűnésükig, 1860-ig, ekkor az egységes Olasz Királyság részévé váltak.

## Szicília uralkodói (1071–1816)

### ASzicíliai Grófságuralkodói (1071–1130)
| Portré                                               | Uralkodó                                                  | Uralkodott | Megjegyzés                                                                                       |
| ---------------------------------------------------- | --------------------------------------------------------- | ---------- | ------------------------------------------------------------------------------------------------ |
| A Hauteville-ház (Altavilla-ház) grófjai (1071–1130) |                                                           |            |                                                                                                  |
|                                                      | I. Roger * 1031 † 1101. június 22.                        | 1071–1101  | Normann uralkodó, aki az egyiptomi Fátimidák hűbéreseitől foglalta el a szigetet pápai áldással. |
|                                                      | I. Simon * 1093 † 1105. szeptember 28.                    | 1101–1105  | I. Roger fia.                                                                                    |
|                                                      | II. (Nagy) Roger * 1095. december 22. † 1154. február 26. | 1105–1130  | I. Roger fia. 1130-tól kezdve felveszi a királyi címet.                                          |

### ASzicíliai Királyság(A Világítótornyon túli Szicíliai Királyság) uralkodói (1130–1816)
- A szigetország elnevezése 1302. augusztus 31-től 1314-ig és 1372-től 1392. május 21-éig Trinacriai Királyság volt, megkülönböztetve a másik, nápolyi székhelyű Szicíliai Királyságtól, amelynek a hivatalos elnevezése mindvégig Szicíliai Királyság maradt.

| Portré | Uralkodó                                                           | Uralkodott         | Megjegyzés |
| --- | ------------------------------------------------------------------ | ------------------ | --- |
| A Hauteville-ház (Altavilla-ház) királyai és királynői (1130–1194) |                                                                    |                    | |
| | II. (Nagy) Roger * 1095. december 22. † 1154. február 26.          | 1130–1154          | I. Roger fia. 1130-tól kezdve felveszi a királyi címet. |
| | I. (Rossz) Vilmos * 1131 † 1166. május 7.                          | 1154–1166          | II. Roger fia. |
| | II. (Jó) Vilmos * 1153 decembere † 1189. november 11.              | 1166–1189          | I. Vilmos fia. |
| | Leccei Tankréd * 1138 körül † 1194. február 20.                    | 1189–1194          | II. Roger unokája. |
| | III. Roger * 1175 körül † 1193. december 24.                       | (1192–1193)        | Tankréd fia. Társuralkodó. |
| | III. Vilmos * 1185 † 1198                                          | 1194               | Tankréd fia. |
| | Konstancia * 1154. november 2. † 1198. november 27.                | 1194–1197 királynő | II. Roger utószülőtt leánya. Szicília régense: 1197-1198. |
| A Hohenstaufen-ház királyai (1194–1266) |                                                                    |                    | |
| | I. Henrik * 1165 novembere † 1197. szeptember 28.                  | 1194–1197          | Konstancia férje. VI. Henrik néven német-római császár. |
| | I. Frigyes * 1194. december 26. † 1250. december 13.               | 1197–1250          | I. Henrik és Konstancia fia. II. Frigyes néven német-római császár. |
| | (II.) Henrik * 1211 † 1242. február 16.                            | (1212–1217)        | I. Frigyes idősebb fia. Társuralkodó. Ifjabb német király. |
| | I. Konrád * 1228. április 25. † 1254. május 21.                    | 1250–1254          | I. Frigyes másodszülött fia. IV. Konrád néven német király. |
| | II. Konrád (Konradin) * 1252. március 25. † 1268. október 29.      | 1254–1258          | Konrád fia. |
| | I. Manfréd * 1232 † 1266. február 26.                              | 1258–1266          | I. Frigyes törvénytelen fia. 1254-1258: Szicília régense. |
| Az Anjou-ház királya (1266–1282) |                                                                    |                    | |
| | I. Anjou Károly * 1226. március 21. † 1285. január 7.              | 1266–1282          | Nápolyi király is. |
| A Barcelonai-ház királyai és királynői (1282–1410) |                                                                    |                    | |
| | I. (Nagy) Péter * 1239 † 1285. november 2.                         | 1282–1285          | I. Manfréd veje. 1282-ben meghódította Szicília szigetét. III. Péter néven Aragónia királya. Koronázása: 1283. június Palermo                                                              |
| | I. (Igazságos) Jakab * 1267. augusztus 10. † 1327. november 2.     | 1285–1295          | I. Péter fia. II. Jakab néven Aragónia királya. |
| | II. Frigyes * 1272. december 13. † 1337. június 25.                | 1296–1337          | II. Jakab fivére. |
| | II. Péter * 1305. július 24. † 1342. augusztus 15.                 | 1337–1342          | II. Frigyes fia. |
| – | I. (Gyermek) Lajos * 1337. február 4. † 1355. október 16.          | 1342–1355          | II. Péter fia. |
| – | III. (Együgyű) Frigyes * 1342. december 4. † 1377. július 27.      | 1355–1377          | I. Lajos fivére. |
| | I. Mária * 1363. július 2. † 1401. május 25.                       | 1377–1401 királynő | III. Frigyes leánya. |
| | I. (Ifjabb) Márton * 1374. július 25. † 1409. július 25.           | 1401–1409          | I. Mária férje, aki az első felesége volt; II. (Idősebb) Márton fia. 1392-től 1401-ig társuralkodó.                                                                                        |
| | II. (Idősebb) Márton * 1356. július 29. † 1410. május 31.          | 1409–1410          | II. (Ifjabb) Márton édesapja; II. Péter anyai unokája. I. Márton néven Aragónia királya.                                                                                                   |
| Interregnum (1410–1412) Navarrai Blanka királyné (1387–1441) volt Szicília régense 1409-től 1415-ig, aki I. (Ifjabb) Márton özvegye, második felesége volt. I. Blanka néven Navarra királynője (1425–1441) |                                                                    |                    | |
| A Trastámara-ház királyai és királynői (1412–1555) |                                                                    |                    | |
| | I. (Antequerai) Ferdinánd * 1380. november 27. † 1416. április 12. | 1412–1416          | II. Péter anyai dédunokája; II. (Idősebb) Márton unokaöccse. Aragónia királya I. Ferdinánd néven.                                                                                          |
| | I. (Nagylelkű) Alfonz * 1396. december 18. † 1458. június 27.      | 1416–1458          | I. Ferdinánd fia. Nápolyi király I. Alfonz). V. Alfonz néven Aragónia királya. |
| | I. (Öreg) János * 1398. június 29. † 1479. január 19.              | 1458–1479          | I. Ferdinánd fia. II. János néven Aragónia királya. |
| | II. (Katolikus) Ferdinánd * 1452. március 10. † 1516. január 25.   | 1479–1516          | I. János fia. 1468-1479-ig társuralkodó. Nápoly királya III. Ferdinánd néven, Aragónia királya II. Ferdinánd néven, Kasztília és León királya V. Ferdinánd néven.                          |
| 1516 után az egyesülésig (1816) a két királyság uralkodói nagyrészt megegyeztek. |                                                                    |                    | |
| | I. (Őrült) Johanna * 1479. november 6. † 1555. április 12.         | 1516–1555 királynő | II. Ferdinánd leánya. III. Johanna néven nápolyi királynő. Aragónia királynője I. Johanna néven és Kasztília-León királynője II. Johanna néven.                                            |
| A Habsburg-ház királyai (1555–1700) |                                                                    |                    | |
| | II. (Habsburg) Károly * 1500. február 24. † 1556. szeptember 21.   | 1516–1556          | I. Johanna fia. 1516-1555-ig társuralkodó. IV. Károly néven nápolyi király, V. Károly néven német-római császár. I. Károly néven Kasztília, Aragónia (Spanyolország) királya.              |
| | I. Fülöp * 1527. május 21. † 1598. szeptember 13.                  | 1556–1598          | II. Károly fia. Nápoly, Aragónia és Portugália királya. II. Fülöp néven Kasztília (Spanyolország) királya.                                                                                 |
| | II. Fülöp * 1578. április 14. † 1621. március 31.                  | 1598–1621          | I. Fülöp fia. Nápoly, Aragónia és Portugália királya. III. Fülöp néven Kasztília (Spanyolország) királya.                                                                                  |
| | III. Fülöp * 1605. április 8. † 1665. szeptember 17.               | 1621–1665          | II. Fülöp fia. Nápoly, Aragónia és Portugália királya. IV. Fülöp néven Kasztília (Spanyolország) királya.                                                                                  |
| | III. Károly * 1661. november 6. † 1700. november 1.                | 1665–1700          | III. Fülöp fia. VI. Károly néven nápolyi király. II. Károly néven Kasztília és Aragónia (Spanyolország) királya.                                                                           |
| A Bourbon-ház királya (1700–1713) |                                                                    |                    | |
| | IV. (Bourbon) Fülöp * 1683. december 19. † 1746. július 9.         | 1700–1713          | III. Fülöp dédunokája. XIV. Lajos francia király unokája. Nápolyi király IV. Fülöp néven. V. Fülöp néven Kasztília (Spanyolország) királya.                                                |
| A Savoyai-ház királya (1713–1720) |                                                                    |                    | |
| | Viktor Amadé * 1666. május 14. † 1732. október 31.                 | 1713–1720          | I. Fülöp leszármazottja. Szardínia királya. |
| A Habsburg-ház királya (1720–1734) |                                                                    |                    | |
| | IV. Károly * 1685. október 1. † 1740. október 20.                  | 1720–1734          | II. Fülöp dédunokája. VII. Károly néven nápolyi király. VI. Károly néven német-római császár. III. Károly néven Kasztília, Aragónia és Magyarország királya. II. Károly néven cseh király. |
| A Bourbon-ház királyai (1734–1816) |                                                                    |                    | |
| | V. Károly * 1716. január 20. † 1788. december 14.                  | 1734–1759          | IV. Fülöp fia. VIII. Károly néven nápolyi király. III. Károly néven Spanyolország királya.                                                                                                 |
| | III. Ferdinánd * 1751. január 12. † 1825. január 4.                | 1759–1816          | VIII. Károly fia. IV. Ferdinánd néven nápolyi király. I. Ferdinánd néven a Szicíliai Kettős Királyság királya (l. alább).                                                                  |

## ANápolyi Királyság(A Világítótornyon inneni Szicíliai Királyság) uralkodói (1266–1816)
- A királyság hivatalos elnevezése mindvégig Szicíliai Királyság (A Világítótornyon inneni Szicíliai Királyság) maradt. A Nápolyi Királyság elnevezés csak történeti műszó a másik Szicíliai Királyságtól (A Világítótornyon túli Szicíliai Királyság) való megkülönböztetésre.

| Portré                                                                           | Uralkodó                                                          | Uralkodott         | Megjegyzés |
| -------------------------------------------------------------------------------- | ----------------------------------------------------------------- | ------------------ | --- |
| Az Anjou-ház királyai és királynői (1266–1442)                                   |                                                                   |                    | |
|                                                                                  | I. Károly * 1227. március 21. † 1285. január 7.                   | 1266–1285          | VIII. (Francia) Lajos fia. 1282-ben az aragóniai királlyal vívott harcban elveszítette Szicíliát.                                                                                           |
|                                                                                  | II. (Sánta) Károly * 1254 körül † 1309. május 5.                  | 1285–1309          | I. Károly fia. |
|                                                                                  | I. (Bölcs) Róbert * 1277 körül † 1343. január 20.                 | 1309–1343          | II. Károly fia. |
|                                                                                  | I. Johanna * 1326 körül † 1382. május 12.                         | 1343–1381          | I. Róbert unokája. |
|                                                                                  | III. (Kis) Károly * 1354 † 1386. február 24.                      | 1381–1386          | II. Károly dédunokája. II. Károly néven magyar király. |
|                                                                                  | I. (Nápolyi) László * 1376. július 14. † 1414. augusztus 6.       | 1386–1414          | III. Károly fia, magyar trónkövetelő. |
|                                                                                  | II. Johanna * 1373. június 23. † 1435. február 2.                 | 1414–1435          | III. Károly leánya. |
|                                                                                  | (Jó) Renátusz * 1409. január 16. † 1480. július 10.               | 1434–1442          | III. Lajos öccse. II. Johanna adoptált fia. 1438-ig burgundiai fogságban volt, addig a felesége, Lotaringiai Izabella királyné uralkodott helyette.                                         |
| Valois-házi ellenkirályok (1382–1434)                                            |                                                                   |                    | |
|                                                                                  | I. Lajos * 1339. július 23. † 1384. szeptember 20.                | (1382–1384)        | II. (Sánta) Károly nápolyi király ükunokája. Ellenkirály. |
|                                                                                  | II. Lajos * 1377. október 5. † 1417. április 29.                  | (1384–1417)        | I. Lajos fia. Ellenkirály. |
|                                                                                  | III. Lajos * 1403. szeptember 25. † 1434. november 12.            | (1417–1434)        | II. Lajos fia. Ellenkirály. |
| A Trastámara-ház királyai (1442–1495)                                            |                                                                   |                    | |
|                                                                                  | I. (Nagylelkű) Alfonz * 1396 † 1458. június 27.                   | 1442–1458          | II. (Sánta) Károly nápolyi király 6. leszármazottja. Sikerült meghódítania Nápolyt. Szicília királya. V. Alfonz néven Aragónia királya.                                                     |
|                                                                                  | I. (Fattyú) Ferdinánd * 1423. június 2. † 1494. január 25.        | 1458–1494          | I. Alfonz természetes, de törvényesített fia. |
|                                                                                  | II. Alfonz * 1448. november 4. † 1495. december 18.               | 1494–1495          | I. Ferdinánd fia. Lemondott. |
|                                                                                  | II. Ferdinánd * 1469. augusztus 26. † 1496. szeptember 7.         | 1495               | II. Alfonz fia. Lemondott. |
| A Valois-ház királya (1495)                                                      |                                                                   |                    | |
|                                                                                  | IV. (Valois) Károly * 1470. június 30. † 1498. április 7.         | 1495               | II. Lajos nápolyi ellenkirály dédunokája. VIII. Károlyként Franciaország királya. Rövid időre Franciaország annektálta Nápolyt.                                                             |
| A Trastámara-ház királyai (1495–1501)                                            |                                                                   |                    | |
|                                                                                  | II. Ferdinánd (2x)                                                | 1495–1496          | Második uralkodása. |
|                                                                                  | IV. Frigyes * 1452. április 19. † 1504. november 9.               | 1496–1501          | I. Ferdinánd fia. |
| A Valois-ház királya (1501–1504)                                                 |                                                                   |                    | |
|                                                                                  | IV. (Orleans-i) Lajos * 1462. június 27. † 1515. január 1.        | 1501–1504          | II. (Sánta) Károly 7. leszármazottja. XII. Lajosként Franciaország királya. |
| A Trastámara-ház királyai és királynői (1504–1555)                               |                                                                   |                    | |
|                                                                                  | III. (Katolikus) Ferdinánd * 1452. március 10. † 1516. január 23. | 1504–1516          | I. Alfonz unokaöccse. II. Ferdinánként Szicília és Aragónia királya. |
| 1516 után az egyesülésig (1816) a két királyság uralkodói nagyrészt megegyeztek. |                                                                   |                    | |
|                                                                                  | III. (Őrült) Johanna * 1479. november 6. † 1555. április 12.      | 1516–1555 királynő | II. Ferdinánd leánya. I. Johanna néven Szicília és Aragónia királynője, II. Johanna néven Kasztília királynője.                                                                             |
| A Habsburg-ház királyai (1516–1700)                                              |                                                                   |                    | |
|                                                                                  | V. (Habsburg) Károly * 1500. február 24. † 1556. szeptember 21.   | 1516–1556          | III. Johanna fia. 1516-1555-ig társuralkodó. Német-római császár. I. Károly néven Szicília, Kasztília és Aragónia (Spanyolország) királya.                                                  |
|                                                                                  | I. Fülöp * 1527. május 21. † 1598. szeptember 13.                 | 1556–1598          | V. Károly fia. 1554-től 1556-ig társuralkodó. Szicília, Aragónia és Portugália királya. II. Fülöp néven Kasztília (Spanyolország) királya.                                                  |
|                                                                                  | II. Fülöp * 1578. április 14. † 1621. március 31.                 | 1598–1621          | I. Fülöp fia. Szicília, Aragónia és Portugália királya. III. Fülöp néven Kasztília (Spanyolország) királya.                                                                                 |
|                                                                                  | III. Fülöp * 1605. április 8. † 1665. szeptember 17.              | 1621–1665          | II. Fülöp fia. Szicília, Aragónia és Portugália királya. IV. Fülöp néven Kasztília (Spanyolország) királya.                                                                                 |
|                                                                                  | VI. Károly * 1661. november 6. † 1700. november 1.                | 1665–1700          | III. Fülöp fia. II. Károly néven Szicília és Kasztília, Aragónia (Spanyolország) királya.                                                                                                   |
| A Bourbon-ház királya (1700–1707)                                                |                                                                   |                    | |
|                                                                                  | IV. (Bourbon) Fülöp * 1683. december 19. † 1746. július 9.        | 1700–1707          | III. Fülöp dédunokája. XIV. Lajos francia király unokája. Szicília királya. V. Fülöp néven Spanyolország királya.                                                                           |
| A Habsburg-ház királya (1707–1734)                                               |                                                                   |                    | |
|                                                                                  | VII. Károly * 1685. október 1. † 1740. október 20.                | 1707–1734          | II. Fülöp dédunokája. IV. Károly néven Szicília királya. VI. Károly néven német-római császár. III. Károly néven Kasztília, Aragónia és Magyarország királya. II. Károly néven cseh király. |
| A Bourbon-ház királyai (1734–1816)                                               |                                                                   |                    | |
|                                                                                  | VIII. Károly * 1716. január 20. † 1788. december 14.              | 1734–1759          | IV. Fülöp fia. V. Károly néven Szicília királya. III. Károly néven Spanyolország királya.                                                                                                   |
|                                                                                  | IV. Ferdinánd * 1751. január 12. † 1825. január 4.                | 1759–1806          | VIII. Károly fia. III. Ferdinánd néven Szicília királya. I. Ferdinánd néven a Szicíliai Kettős Királyság királya (l. alább).                                                                |
| A Bonaparte-ház királya (1806–1808)                                              |                                                                   |                    | |
|                                                                                  | I. József * 1768. január 7. † 1844. július 28.                    | 1806–1808          | Spanyol király. I. Napóleon francia császár bátyja. |
| A Murat-ház királya (1808–1815)                                                  |                                                                   |                    | |
|                                                                                  | I. Joachim * 1767. március 25. † 1815. október 13.                | 1808–1815          | I. József és I. Napóleon császár sógora. |
|                                                                                  | IV. Ferdinánd (2x)                                                | 1815–1816          | VIII. Károly fia. III. Ferdinánd néven Szicília királya. I. Ferdinánd néven a Szicíliai Kettős Királyság királya (l. alább).                                                                |

## ANápoly–Szicíliai Kettős Királyságuralkodói (1816–1860)
| Portré                              | Uralkodó                                            | Uralkodott | Megjegyzés |
| ----------------------------------- | --------------------------------------------------- | ---------- | --- |
| A Bourbon-ház uralkodói (1816–1860) |                                                     |            | |
|                                     | I. Ferdinánd * 1751. január 12. † 1825. január 4.   | 1816–1825  | IV. Ferdinánd néven nápolyi király. III. Ferdinánd néven szicíliai király. Helyette de facto uralkodóként felesége, Mária Karolina királyné uralkodott. 1816-ban proklamálja a Szicíliai Kettős királyság megalakulását. |
|                                     | I. Ferenc * 1777. augusztus 14. † 1830. november 8. | 1825–1830  | I. Ferdinánd fia. |
|                                     | II. Ferdinánd * 1810. január 12. † 1859. május 22.  | 1830–1859  | I. Ferenc fia. |
|                                     | II. Ferenc * 1836. január 16. † 1894. december 27.  | 1859–1860  | II. Ferdinánd fia. Az utolsó nápoly–szicíliai uralkodó, akinek a királyságát az egységesített Olasz Királysághoz csatolták. Trónfosztva. Erzsébet (Sisi) királyné húgának a férje.                                       |